# えりも港
えりも港（えりもこう）は、北海道幌泉郡えりも町にある港湾。港湾管理者はえりも町。港湾法上の「地方港湾」、「避難港」に指定されている。

## 港湾施設
主な港湾施設は次の通り。「航空写真」参照。
外郭施設
- 南外防波堤
- 南防波堤
- 北防波堤

係留施設
- 北澗内岸壁
- 第1物揚場
- 第2物揚場
- 第3物揚場
- 第4物揚場
- 第5物揚場
- 北澗内物揚場
- 北澗内第2物揚場
- 北澗内第3物揚場
- 第1船揚場
- 北澗内船揚場

## 沿革
- 1931年（昭和06年）：「幌泉港」として修築事業着手。
- 1951年（昭和26年）：「避難港」指定。
- 1953年（昭和28年）：幌泉町が港湾管理者となる。
- 1965年（昭和40年）：「地方港湾」指定。
- 1970年（昭和45年）：幌泉町が「えりも町」と改称。
- 1974年（昭和49年）：幌泉港から「えりも港」と改称。
- 1975年（昭和50年）：えりも新港完成。
- 2001年（平成13年）：水中荷さばき施設完成。
- 2009年（平成21年）：津波漂流物対策施設（津波スクリーン）完成。